# Cent divuit
El nombre 118 (CXVIII) és el nombre natural que segueix el nombre 117 i precedeix el nombre 119.
La seva representació binària és 1110110, la representació octal 166 i l'hexadecimal 76.
La seva factorització en nombres primers és 2×59; altres factoritzacions són 1×118 = 2×59; és un nombre 2-gairebé primer: 2 X 59 = 118.

## En altres dominis
- És el nombre atòmic de l'oganessó.
- És un nombre d'Erdős-Woods.[2]